# Rösa
Rösa ist ein Ortsteil der Gemeinde Muldestausee im Landkreis Anhalt-Bitterfeld in Sachsen-Anhalt.

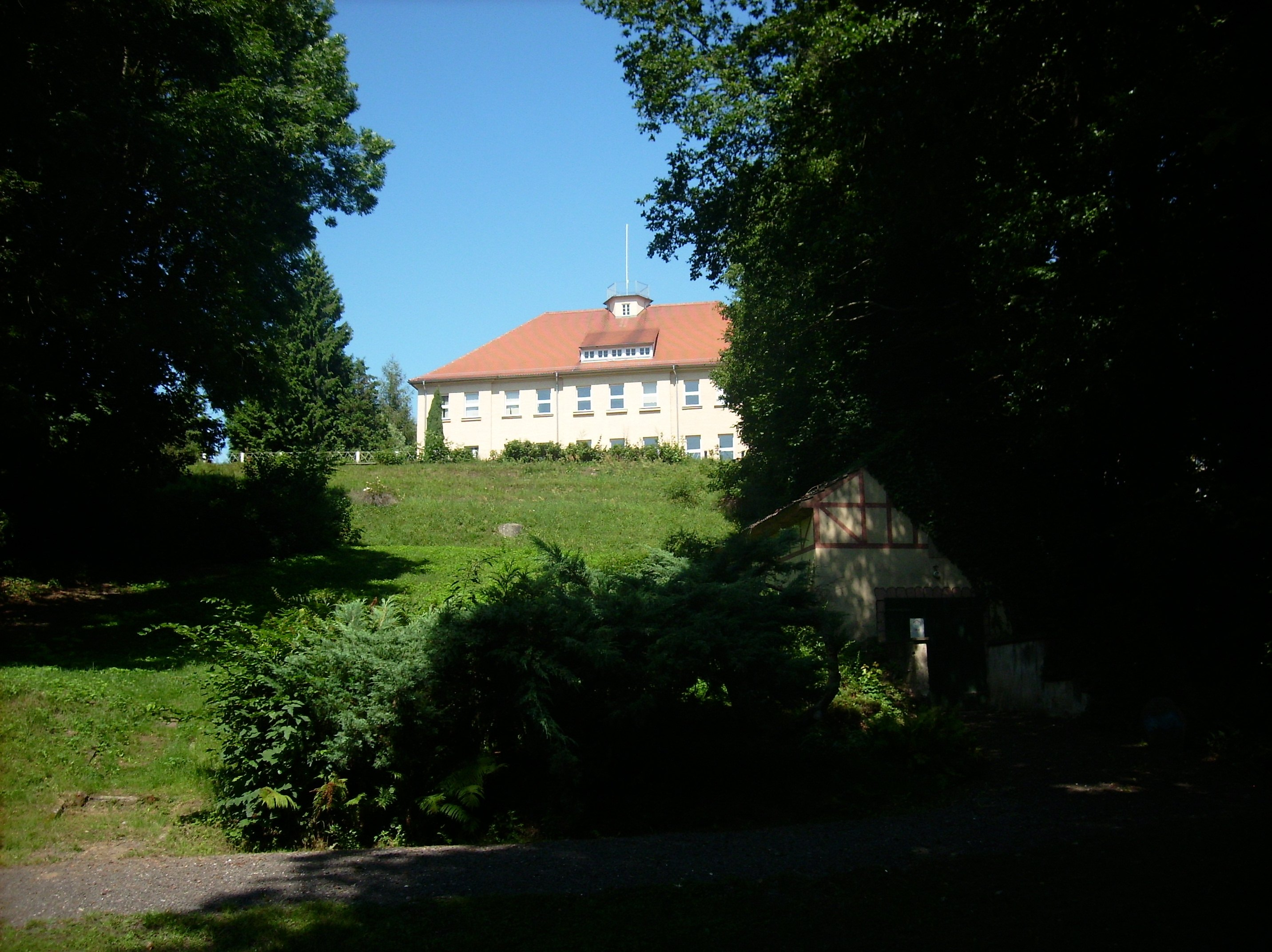
Schloss Rösa vom Park aus

## Geografie und Verkehr

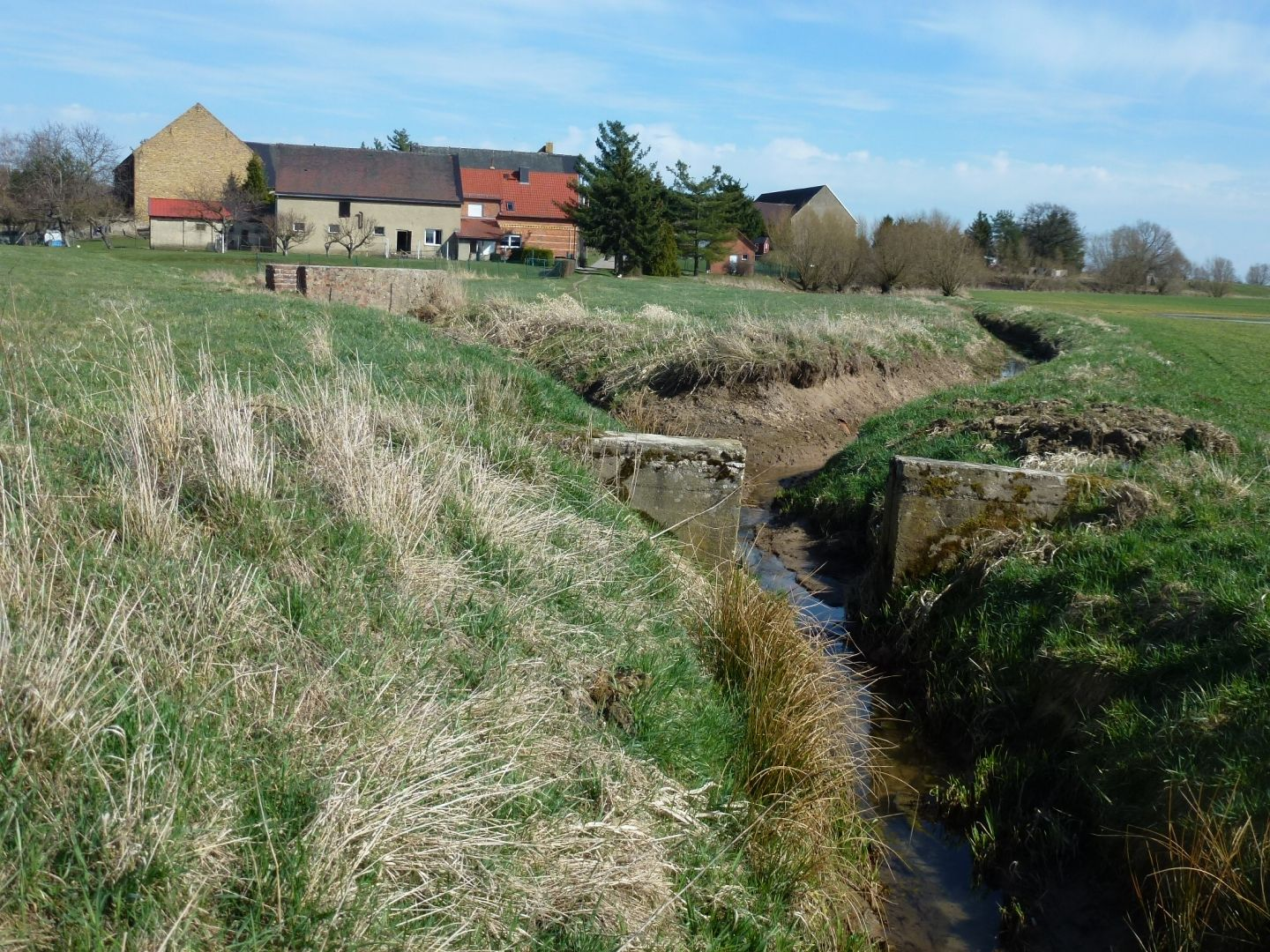
Brösa

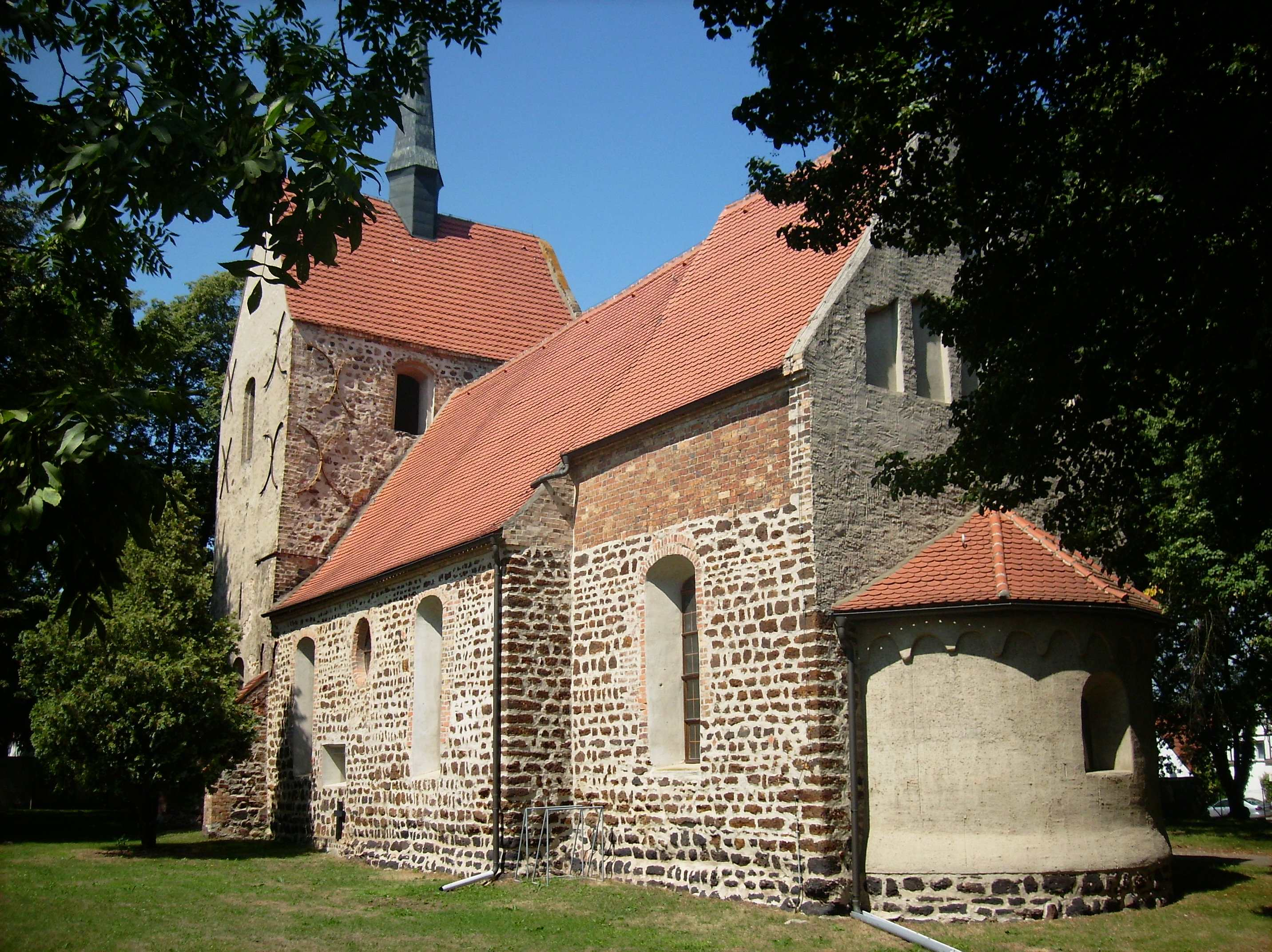
Kirche

Rösa liegt zwischen Leipzig und Lutherstadt Wittenberg am Südrand der Dübener Heide und an der Mulde. Direkt durch die Gemeinde verläuft die Bundesstraße 183 von Bitterfeld-Wolfen nach Bad Düben. Bis 1964 existierte noch eine Fährverbindung über die Mulde nach Löbnitz.
Zu Rösa gehörte der Ortsteil Brösa (am 1. November 1970 nach Rösa eingemeindet).

## Geschichte
1346 wurde Rösa erstmals urkundlich erwähnt. Das Schloss Rösa, heute eine Grundschule, war seit 1532 im Besitz der Grafen zu Solms. Die Solms’sche Familienlinie Rösa gehörte zum Haus zu Solms-Sonnenwalde mit Stammsitz in der Niederlausitz. Als Stammvater der genealogische Linie Rosa gilt nach dem Gothaischen Hofkalender Karl Georg Heinrich zu Solms-Sonnenwalde (1728–1796). Besonders namhaft war zu Beginn Otto Heinrich Ludwig Reichsgraf zu Solms-Tecklenburg, vermählt mit Louise von Bär. Auf Rösa waren dann unter anderem Carl Graf zu Solms-Sonnenwalde (1761–1835), verheiratet mit Johanna Charlotte von Prittwitz und Gaffron, dann in der Erbfolge ihr Sohn, der Ritter des Johanniterordens, Hofjägermeister und Kammerherr Friedrich Graf zu Solms-Sonnenwalde (1800–1879), sowie wiederum deren Nachfahre Major Friedrich Ludwig Graf zu Solms-Sonnenwalde (1829–1906). Letztgenannter stand als Amtsvorsteher ebenso dem Amtsbezirk Rösa vor. Um 1922, also einige Jahre vor der großen Wirtschaftskrise, beinhaltete das Rittergut Rösa und Fürstlich-Gräfliches zu Solms’sches Stammgut 829 ha. Des Weiteren gab es noch weitere kleine Flächenanteile in den Gemeinden Rösa und Krina. Der letzte Besitzer, Mitglied der Deutschen Dendrologischen Gesellschaft, Friedrich Graf zu Solms -Tecklenburg (1864–1946), wurde 1945 enteignet. Er verstarb am 23. Januar 1946 im Bitterfelder Krankenhaus und wurde auf dem Friedhof neben der Kirche bestattet. Nach dem Genealogischen Handbuch des Adels gilt die Linie zu Solms-Rösa als erloschen.
Rösa und Brösa gehörten bis 1815 zum kursächsischen Amt Bitterfeld. Durch die Beschlüsse des Wiener Kongresses kamen sie zu Preußen und wurden 1816 dem Kreis Bitterfeld im Regierungsbezirk Merseburg der Provinz Sachsen zugeteilt, zu dem sie bis 1944 gehörten.
Die Orte Rösa, Brösa und Pouch galten allgemein als arm, wie die Volksmunddichtung beschreibt:

„In Rese, Brese, Poch ,/ da schrei’n se himmelhoch;

Da müssen se sich ernehr’n/ von lauter Heidelbeern;

Und wenn se keine fin’n/ da müssen sie Besen bin’n;

Und wenn se das nicht könn’n,/ da müssen se betteln geh’n.“

Seit dem 1. Januar 2010 gehört die ehemals selbständige Gemeinde Rösa zur Einheitsgemeinde Muldestausee. Die ehemalige Gemeinde gehörte der Verwaltungsgemeinschaft Muldestausee-Schmerzbach an.

## Bürgermeister
Die letzte ehrenamtliche Bürgermeisterin, Katrin Hopfe, wurde am 16. März 2008 gewählt.

## Wappen
Blasonierung: „In Silber ein blauer Schräglinks-Wellenbalken, begleitet von je einer roten, schwarz gebarteten Rose in silbernen Butzen.“
Die stilisierten Rosen nehmen Bezug zum Ortsnamen, während der Wellenbalken auf den Fluss Mulde verweist. Das Wappen wurde vom Magdeburger Kommunalheraldiker Jörg Mantzsch gestaltet.
Die Gemeindefarben sind Rot-Weiß.

## Sehenswürdigkeiten

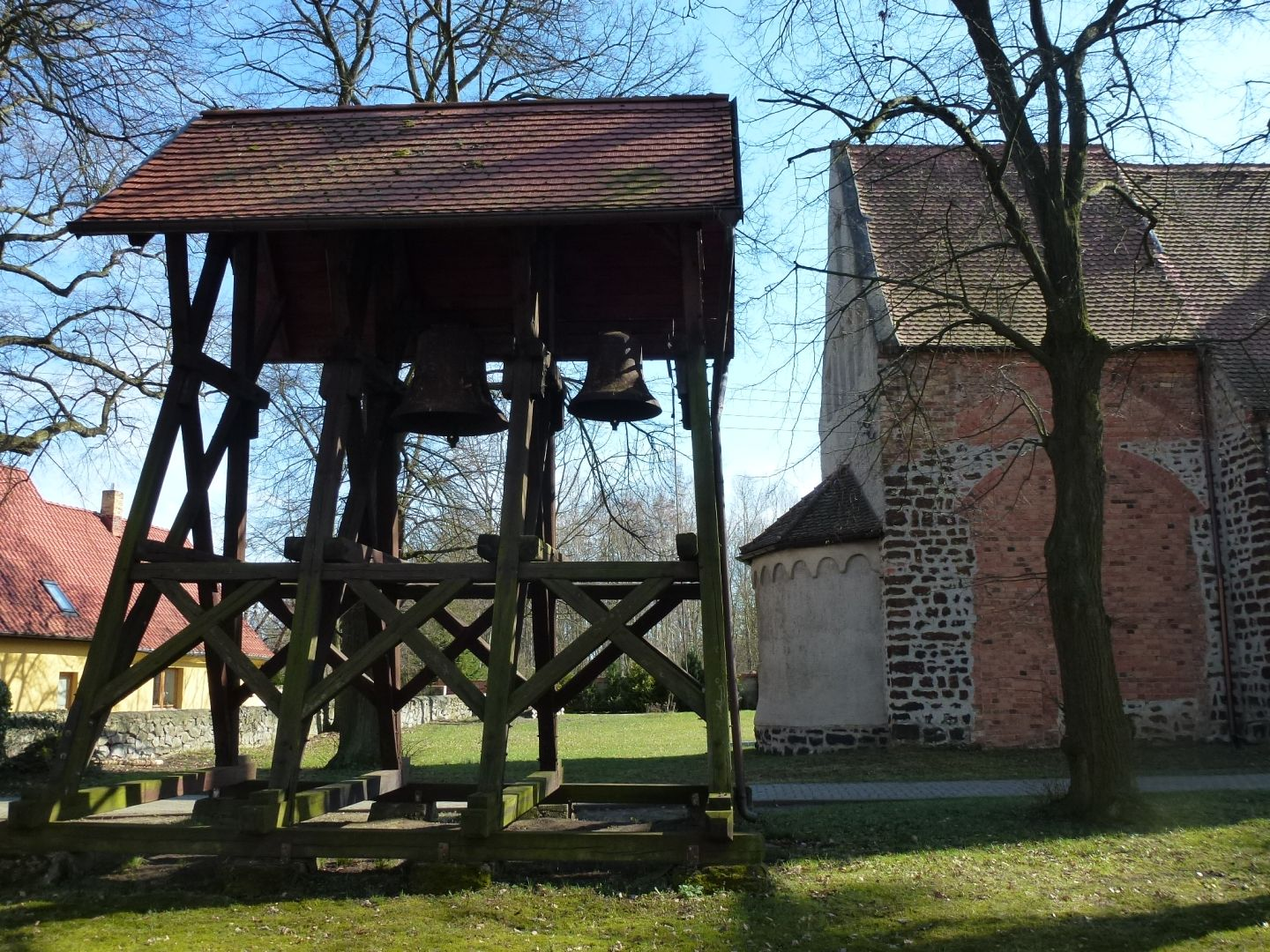
Glockenstuhl

- Landschaftspark unterhalb der Schule (ehemaliges Schloss)
- Romanische Kirche mit nach 1945 separiertem Glockenstuhl
- Ehrenmal für die 33 Gefallenen und Vermissten des Ersten Weltkrieges (1914–1918)

### Regelmäßige Veranstaltungen
- Parkfest, ein Wochenende im August